# Sombrerete, Zacatecas
Sombrerete là một đô thị thuộc bang Zacatecas, México. Năm 2005, dân số của đô thị này là 58201 người.